# (84522) 2002 TC302
(84522) 2002 TC302 ali  (84522) 2002 TC302 je velik  čezneptunski asteroid v resonanci 2 : 5 z Neptunom. 

Asteroid dvakrat obkroži Sonce v času, ko Neptun naredi pet obkroženj. 
Odkrili so ga 9. oktobra 2002 v okviru programa NEAT (Near Earth Asteroid Tracking) na Observatoriju Palomar .
Asteroid pride v opozicijo vsako leto oktobra. Takrat ima navidezno magnitudo 20,5.

## Lastnosti
Asteroid kaže rdeč spekter.  To pomeni, da na površini nima veliko ledu. Zaradi tega je tudi njegov albedo nižji kot albedo ostalih podobnih teles.